# Palene (satélite)
Palene é um pequeno satélite natural de Saturno que se situa entre as órbitas de Mimas e Encélado.
Foi visto pela primeira durante a missão Cassini-Huygens pelo Cassini Imaging Team em 2004 e foi temporariamente nomeado de S/2004 S 2. Palene também é chamado de Saturno XXXIII.
Palene é visivelmente afetado por uma ressonância com Encélado, embora esse efeito não é tão grande como as perturbações de Mimas em Metone. As perturbações causam os elementos da órbita de Palene variar com uma amplitude de 4 km no semieixo maior, e 0.02° em longitude (correspondente a aproximadamente 75 km). A excentricidade também muda em escalas diferentes entre 0,002 e 0,006, e inclinação entre cerca de 0.178° e 0.184°.
O nome "Palene" foi aprovado pelo Grupo de Trabalho para a Nomenclatura do Sistema Planetário durante a Assembleia Geral da União Astronômica Internacional em 21 de janeiro de 2005. Na mitologia grega, Palene é uma das Alciônides, as sete ninfas filhas de Alcioneu, rei dos gigantes.